# Конективізм
Конективізм — це теоретична основа для навчання та розуміння матеріалу в епоху цифрових технологій. Інтернет-технології, наприклад: веббраузери, пошукові системи, вікі-сайти, онлайн-форуми та соціальні мережі дають нам нові можливості для навчання. Технології дають нам можливість вивчати та обмінюватись інформацією у всесвітній павутині способами, які були неможливі до епохи цифрових технологій. Навчання не відбувається просто в межах окремої особистості, а в межах усієї мережі. Відмінність конективізму від теорій, таких як конструктивізм, полягає в тому, що «навчання (визначене як дієве знання) може перебувати за межами особистості (організації або бази даних), зосереджено на підключенні спеціалізованих наборів інформації, а також на зв'язки, які дозволяють дізнатися більш важливе, ніж наш нинішній стан знань». Конективізм розглядає знання як мережу, а навчання як процес розпізнавання образів. Конективізм має схожість з зоною найближчого розвитку Л. С. Виготського (ЗНР) і теорією діяльності Енгестрома. Фраза «теорія навчання для цифрової епохи» вказує на акцент, який конективізм надає впливу технологій на те, як люди живуть, спілкуються та навчаються. Конективізм — це інтеграція принципів зв'язаних з хаосом, мережею, складністю, самоорганізацією.

## Історія
Конективізм був представлений в 2005 році двома публікаціями Сименса: «Конективізм: Навчання як створення мережі» (англ. Connectivism: Learning as Network Creation) та Даунса: «Вступ до з'єднувального знання» (англ. An Introduction to Connective Knowledge). Обидві роботи отримали значну увагу в блогосфері, після чого відбулося розширення дискурсу про доцільність конективізму як теорії навчання для цифрової епохи. В 2007 році Керр вступив в дискусію з лекціями та виступами на тему цього питанні, як і Фостер, на конференції з онлайн-з'єднання в університеті Манітоби. В 2008 році в контексті цифрового та електронного навчання конективізм був переглянутий, та його технічні наслідки обговорювались Сименсом і Еллу.

## Вузли та посилання
Центральним аспектом конективізму є метафора мережі з вузлами та зв'язками. В цій метафорі вузол — це все, що може бути зв'язано з іншим вузлом, як наприклад організація, інформація, данні, почуття та зображення. Конективізм розпізнає три типи вузлів: нейронний, концептуальний (внутрішній) та зовнішній. Конективізм розглядає навчання як процес створення зв'язків та розширення або збільшування складності мережі. З'єднання можуть мати різні напрямок та силу. В цьому розумінні з'єднання, з'єднуючи вузли А і В, у напрямку від А до В, відрізняється від з'єднання, від В до А. Існують деякі особливі види з'єднань, наприклад «самооб'єднання» та шаблон. Самооб'єднуюче об'єднання з'єднує вузол з самим собою, а шаблон може бути визначено як «набір об'єднань, що з'являються разом як одне ціле».
Сама ідея організації когнітивних систем, в яких знання розподілені по вузлах, виникла з перцептрона (штучного нейрона) в штучній нейронній мережі та прямо запозичена з конекціонізму «структури програмного забезпечення, розробленої на базі біологічних функцій мозку, що прагне створювати машини, здатні навчатись як людина».
Метафора мережі дозволяє розумінню «знаю-де» (розуміння того, де знайти знання, коли воно необхідно) доповнювати розуміння «знаю-як» та «знаю-що», які складають основу багатьох теорій навчання.
Як стверджує Даунс: «в своїй основі конективізм — це тезис про те, що знання розподілене по мережі зв'язків, та слідуючи, що навчання складається зі змоги будувати та породжувати через ці мережі».

### Принципи
- Навчання та знання основані на різноманітності думок
- Навчання — це процес об'єднання спеціалізованих вузлів або джерел інформації
- Навчання може знаходитись в нелюдських приладах
- Навчання важливіше за знання
- Підтримка та виховування зв'язків необхідних для полегшення неперервного навчання
- Сприйняття зв'язків між розділами знань, ідеями та концепціями є основним умінням
- Актуальність (достовірні, сучасні знання) є ціллю навчальної діяльності
- Прийняття рішень само по собі є процесом навчання. Вибір того, чому навчатись та сенс інформації, що надходить, можна побачити крізь призму мінливої реальності. Хоча зараз є правильна відповідь, завтра вона може бути неправильною через зміни в інформаційному кліматі, що впливає на рішення.

## Навчальні методи
Підсумовуючи викладання та навчання конективістів, Даунс стверджує: «навчати — значить моделювати та демонструвати, навчатись — практикувати та розмірковувати».
В 2008 році Сіменс і Даунс провели онлайн курс під назвою «конективізм та сполучне знання». Він охоплював конективізм як контент, намагаючись реалізувати деякі з їх ідей. Курс був безкоштовним для усіх охочих. Понад 2000 людей з усього світу записались на цей курс. Фраза «Масові відкриті онлайн-курси» (МВОК) описує цю модель. Весь контент курсу був доступний через RSS-канали, та учні мали змогу брати участь у виборі інструментів: багатопотокові обговорення в Moodle, публікації в блогах, Second Life та синхронні онлайн-зустрічі. Курс було повторено у 2009 та у 2011 роках.
По своїй суті, конективізм — це форма навчання на базі досвіду, який віддає пріоритет множині, сформованій діями та досвідом, над ідеєю, що знання є пропозиціональним.

## Критицизм
Думка полягає у тому, що конективізм є новою теорією навчання, яка не отримала широкого розповсюдження. Верхаген стверджував, що конективізм — це скоріше «педагогічний погляд».
Відсутність порівняльних оглядів літератури в роботах з конективізму ускладнює оцінку того, як конективізм співвідноситься з попередніми теоріями, такими як соціально розподілене пізнання (Гатчінс, 1995), в яких вивчалось, як ідеї конекционізму можуть застосовуватись у соціальних системах. Класичні теорії пізнання, такі як теорія діяльності (Виготський, Леонтьєв, Лурія та ін., починаючи з 1920-х років), запропонували, щоб люди були вбудованими суб'єктами, при цьому навчання враховувалось за допомогою трьох характеристик — суб'єкта (учень), об'єкта (задача або діяльність) та інструмента або посередницьких засобів. Соціальна когнітивна теорія (Бандура, 1962) передбачає, що люди навчаються, спостерігаючи за іншими. теорія соціального навчання (Міллер та Доллард) розвинула це розуміння. Ситуаційне пізнання (Браун, Коллінз та Дагуід 1989; Гріно та Мур, 1993) передбачає, що знання знаходиться у діяльності, пов'язаній з соціальним, культурним та фізичним контекстом; знання та навчання, потребують розмірковувань на місці, а не зберігання та пошуку концептуальних знань. Фахова спільнота (Лейв та Венгер 1991) передбачає, що процес обміну інформацією та досвідом з групою дозволяє членам навчатись один в одного. Колективний розум (Леві, 1994) описав загальний або груповий інтелект, що виникає в результаті співпраці та конкуренції.
Керр стверджує, що, хоча технології впливають на середовище навчання, існуючих теорій навчання багато. Коп та Хілл прийшли до виводу, що хоч конективізм не є окремою теорією навчання, він «продовжує грати важливу роль в розвитку та утворенні нових педагогічних систем, в яких контроль переходить від вчителя до учня, який все більш автономно навчається».
Аль-Дадху вивчав зв'язок між конективізмом та Штучною Нейронною Мережею (ШНМ), та результати несподівано показали, що дослідники ШНМ використовують принципи конструктивізму для навчання ШНМ з поміченими навчальними даними. Однак, він стверджував, що принципи конективізму використовуються для навчання ШНМ тільки тоді, коли знання невідомо.
Єллу помітив, що світ змінився та став більш мережевим, тому теорії навчання, розроблені до цих глобальних змін, менш актуальні. Проте, він стверджує, що «необхідна не нова окрема теорія для цифрової епохи, а модель, яка об'єднує різні теорії для керівництва при розробці навчальних онлайн-матеріалів».
Чатті помічає, що конективізм пропускає деякі концепції, які мають рішуче значення для навчання такі як рефлексія, навчання на помилках, знаходження та виправлення помилок, а також дослідження. Він представляє теорію Навчання як Мережа (НяМ), яка базується на конективізмі, теорії складності та подвійному навчанні. НяМ починається з учня та розглядає навчання як безперервне створення мережі особистих знань (МОЗ).